# Wymysłów (Połaniec)
Pour les articles homonymes, voir Wymysłów.
Wymysłów est une localité polonaise de la gmina de Połaniec, située dans le powiat de Staszów en voïvodie de Sainte-Croix.